# Tupandactylus
Tupandactylus („prst boha Tupana“) byl rod velkého, bezzubého pterodaktyloidního ptakoještěra s výrazným lebečním hřebenem, který žil v období spodní křídy na území dnešní Brazílie (geologické souvrství Crato).

## Popis
Žil asi před 112 miliony let a spolu s ním se v daných ekosystémech vyskytoval také blízce příbuzný rod Tapejara a někteří další velcí pterosauři. Nápadným znakem tohoto ptakoještěra byl obří lebeční hřeben, který zřejmě sloužil k rozpoznávacím a signálním účelům. Byl tvořen zčásti kostí a zčásti měkkou tkání.
V současnosti jsou rozeznávány dva platné druhy tohoto rodu, T. imperator (popsaný jako Tapejara imperator roku 1997) a T. navigans (popsaný jako Tapejara navigans roku 2003). S tapejarou je však tupandaktylus pouze blízce příbuzný a patří spolu s ní také do čeledi Tapejaridae.

## Unikátní zachování
V listopadu roku 2019 byla publikována studie, oznamující identifikaci barviv (a organel melanozomů) ve fosilním lebečním hřebeni druhu Tupandactylus imperator.
Výzkum také odhalil přítomnost fosilizovaných měkkých tkání na lebeční části kostry skvěle dochovaného jedince tupandaktyla. Měkké tkáně odhalují přesný tvar a velikost lebečního hřebínku tohoto pterosaura.